# ファラフィーナ
ファラフィーナ（Farafina）は、1978年に結成されたブルキナファソの音楽とダンスのグループである。8人のメンバーからなるグループは、ブルキナファソで最も有名な音楽グループであり、アフリカで最も国際的に著名な音楽グループの1つとなっている。
ファラフィーナは、セヌフォ族というグループのメンバーであり、ブルキナファソ国立バレエ団のパフォーマーであるバラフォン奏者のマハマ・コナテによって、ボボ・ディウラッソ南部の都市で結成された。
このグループは、声と、バラフォン、コラ、ジャンベ、バラ、タマ、ドゥムドゥム、シェケレ、キーボードなどの楽器を使用している。
グループは国際的なツアーを行った。1985年にはモントルー・ジャズ・フェスティバルで演奏し、1988年にはロンドンのウェンブリー・スタジアムで開催されたネルソン・マンデラの誕生日パーティーで72,000人の聴衆のために演奏した。1993年にはアメリカとカナダをツアーし、それ以来、ヨーロッパ、カナダ、そしてアメリカで演奏してきた。
ファラフィーナは、1999年にベルリンの世界文化の家10周年を祝って演奏したグループの1つであった。同年、グループはシンガポールのウォーマッド・フェスティバルでも演奏した。
坂本龍一、ジョン・ハッセル、ローリング・ストーンズとともにレコーディングやコラボレーションを行ってきた。
2018年に日本とスウェーデンをツアーするべく準備をしていた。

## ディスコグラフィ

### アルバム
- Farafina Live at Montreux Jazz Festival (1985年)
- Bolomakote (1989年)
- Faso Denou (1993年)
- Nemako (1998年)
- Kanou (2001年)
- Denti Fere (2012年)

### 参加アルバム
- ジョン・ハッセル : 『フラッシュ・オヴ・ザ・スピリット』 - Flash of the Spirit (1988年)
- 坂本龍一 : 『ビューティ』 - Beauty (1989年) ※3曲参加
- ローリング・ストーンズ : 『スティール・ホイールズ』 - Steel Wheels (1989年) ※「Continental Drift」に参加